# Tour de Çanakkale
Le Tour de Çanakkale est une course cycliste par étapes disputée en Turquie. La course fait partie de l'UCI Europe Tour en catégorie 2.2. La première édition est remportée par le Turc Ahmet Akdilek, vainqueur également du prologue.

## Palmarès
| Année | Vainqueur     | Deuxième  | Troisième   |
| ----- | ------------- | --------- | ----------- |
| 2015  | Ahmet Akdilek | Miraç Kal | Onur Balkan |